# Chodossiwka
Chodossiwka (ukrainisch Ходосівка; russisch Ходосовка Chodossowka) ist ein Dorf in der ukrainischen Oblast Kiew mit etwa 1300 Einwohnern (2006).

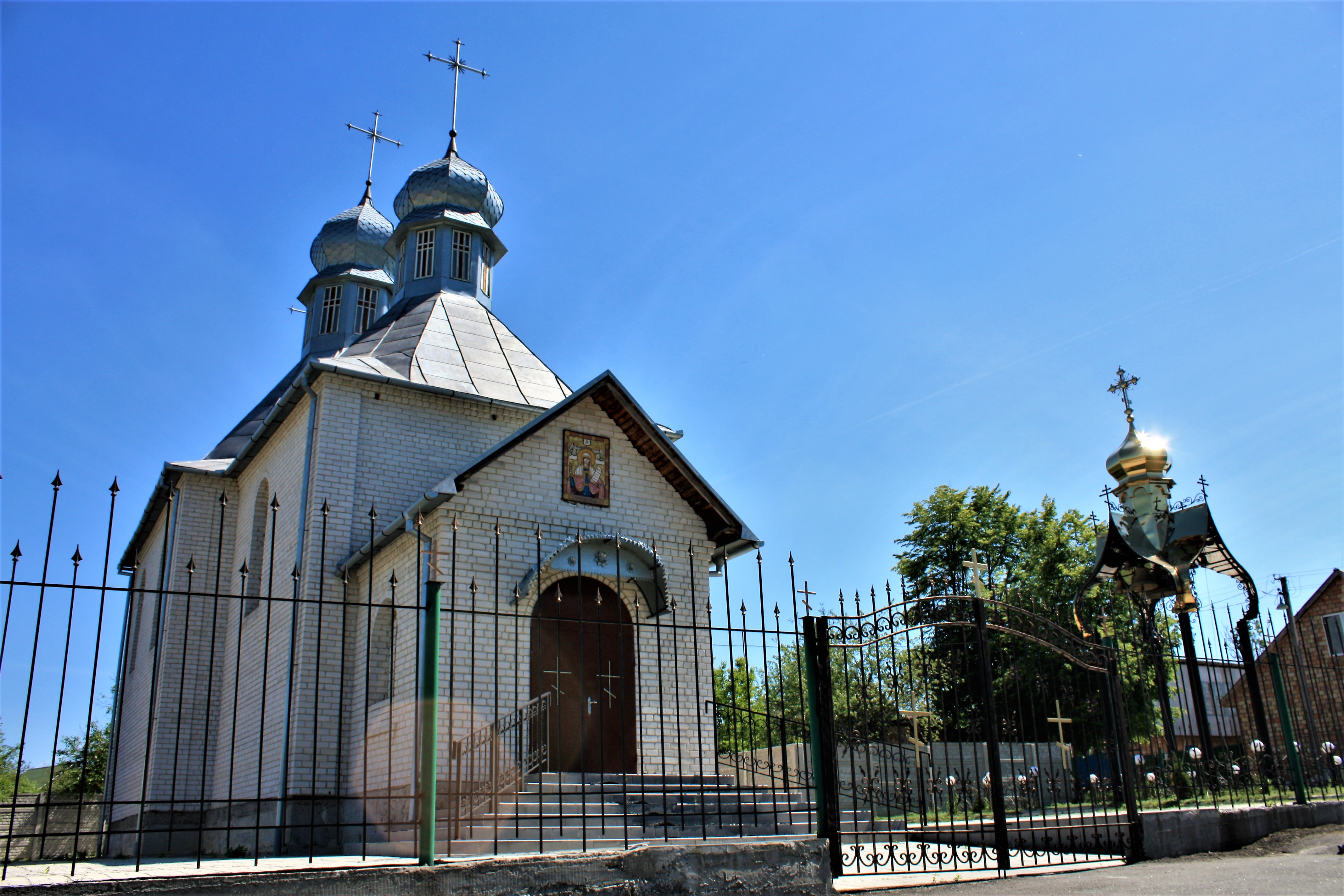
Kirche im Ort

Das 1586 gegründete Dorf liegt an der Fernstraße N 01 im Rajon Obuchiw. Chodossiwka grenzt an den Südwesten der Stadt Kiew, dessen Zentrum 26 km nördlich liegt. Nördlich des Dorfes befindet sich, bei dem Dorf Lisnyky, die nächstgelegene Bahnstation.

## Verwaltungsgliederung
Am 12. Juni 2020 wurde das Dorf zum Zentrum der neugegründeten Landgemeinde Feodossiwka (Феодосіївська сільська громада/Feodossijiwska silska hromada). Zu dieser zählen auch die 7 in der untenstehenden Tabelle aufgelisteten Dörfer, bis dahin bildete es zusammen mit dem Dorf Jaroschiwka die gleichnamige Landratsgemeinde Chodossiwka (Ходосівська сільська рада/Chodossiwska silska rada) im Osten des Rajons Kiew-Swjatoschyn.
Am 17. Juli 2020 kam es im Zuge einer großen Rajonsreform zum Anschluss des Rajonsgebietes an den Rajon Obuchiw.
Folgende Orte sind neben dem Hauptort Chodossiwka Teil der Gemeinde:
| Name                     | Name       | Name                        |
| ukrainisch transkribiert | ukrainisch | russisch                    |
| ------------------------ | ---------- | --------------------------- |
| Chotiw                   | Хотів      | Хотов (Chotow)              |
| Hwosdiw                  | Гвоздів    | Гвоздов (Gwosdow)           |
| Iwankowytschi            | Іванковичі | Иванковичи (Iwankowitschi)  |
| Kremenyschtsche          | Кременище  | Кременище (Kremenischtsche) |
| Kruhlyk                  | Круглик    | Круглик (Kruglik)           |
| Lisnyky                  | Лісники    | Лесники (Lesniki)           |
| Roslawytschi             | Рославичі  | Рославичи (Roslawitschi)    |